# José Junqueira dos Reis
José Junqueira dos Reis GOA foi um militar português durante o Estado Novo.
Quando estalou a Revolução de 25 de Abril de 1974, Junqueira dos Reis, então com o posto de brigadeiro, exercia a função de segundo-comandante da Região Militar de Lisboa.
Junqueira dos Reis notabiliza-se por ter liderado a única tentativa de resistência das forças leais ao regime ditatorial, tendo-lhe sido cometidos "plenos poderes" para levar a cabo essa missão pelo General Luz Cunha, Chefe do Estado-Maior-General das Forças Armadas.
Foi nesse sentido que Junqueira dos Reis protagonizou um dos momentos de maior tensão durante os acontecimentos da revolução, comandando uma coluna de carros de combate, procurou o confronto directo com as forças lideradas pelo capitão Salgueiro Maia que já ocupavam o Terreiro do Paço, ponto estratégico; o brigadeiro, procurando envolver as forças adversárias, dividiu as suas em duas colunas que avançaram a partir da Avenida da Ribeira das Naus (sob o comando do Major Pato Anselmo) e do Terreiro do Paço (comandadas pelo próprio brigadeiro). 
Depois de encetadas negociações por Maia, a primeira coluna rendeu-se; Junqueira dos Reis, que havia agredido o emissário dos revoltosos, ordenou que a sua coluna abrisse fogo, mas os seus soldados recusaram. Em particular, o alferes Fernando Sottomayor, mais graduado entre os chefes de carros de combate, ordenara aos seus homens que não disparassem, tendo sido levado pela Polícia Militar às ordens do brigadeiro. No seu tanque permaneceu o cabo apontador José Alves Costa, aos comandos do tanque M47 ao qual Junqueira dos Reis de seguida subiu, sabendo não haver equivalente em poder de fogo entre os carros de Santarém. Junqueira dos Reis então de novo ordena fogo, agora sob ameaça da sua pistola, tentando fazer-se valer sobre as ordens do "engavetado" Sottomayor. José Alves Costa "empata" em conversa, e surgindo oportunidade fecha-se no blindado com a demais tripulação, ficando fora de alcance da arma de Junqueiro dos Reis. A terem acontecido disparos, provavelmente ter-se-ia desencadeado um confronto militar nas ruas de Lisboa, onde se concentravam populares, com resultados imprevisíveis.
Junqueira dos Reis dá dois tiros para o ar e as suas forças retiram do Terreiro do Paço, procurando chegar ao Quartel do Carmo onde se encontrava sitiado o chefe do governo, Marcelo Caetano. Na Rua do Arsenal junta-se ao Regimento de Cavalaria n.º 7 do Coronel Romeiras Júnior e, frustrando-se de novo negociações com os revoltosos, de novo manda Junqueira dos Reis abrir fogo. Desta feita, é Romeiras Júnior quem dá voz a ordem contrária, e as forças fiéis ao regime de novo não disparam sobre os revolucionários, para crescente frustração do brigadeiro-general. Mais tarde, segue com as suas forças para o Largo de Camões, e vê-se rodeado por multidões que o tomam por revolucionário e o aclamam. Junqueira dos Reis então decide quebrar o cerco do Largo do Carmo por via de armas, mas entende que os seus homens se amotinariam. Por rádio, solicita fogo por meios aéreos sobre os sitiantes, com o benefício que a multidão sobrevivente então disperse, mas fica sem receber confirmação do Estado Maior. Confrontado com o risco de ser neutralizado ao serem enviadas forças suplementares para lhe atacarem o flanco, Junqueira dos Reis abandona finalmente a missão e as suas tropas juntam-se aos insurrectos no início da tarde.
Junqueira dos Reis passou compulsivamente à situação de reserva logo depois da revolução, por despacho da Junta de Salvação Nacional.

## Condecorações

### Ordens Honoríficas
- Grande Oficial da Ordem Militar de Avis (26 de Setembro de 1970)[11]
- Comendador da Ordem Militar de Avis (16 de Maio de 1959)[11]
- Oficial da Ordem Militar de Avis (28 de Janeiro de 1955)[11]